# Гуаранська війна
Гуаранська війна (ісп. і порт. Guerra Guaranítica) — війна, що відбулася в лютому 1756 року в Південній Америці, на теренах сучасного Парагваю, Аргентини та Бразилії. Велася іспансько-португальським союзом проти гуарані та єзуїтів Сімох східних місій. Почалася як результат Мадридської угоди між Іспанією та Португалією про розподіл колоніальних земель в Америці, за якою обидві країни вирішили знищити християнську державу гуарані. Інша назва війни — війна семи редукцій (війна семи місій).
Кордон між двома колонізаційними територіями був визначена по річці Уругвай, причому Португалія отримала землі на східному березі річки. Сім єзуїтських редукцій (місій) на східному березі Уругваю, відомі як «Misiones Orientales»: Сан-Мігел, Санту-Анжелу, Сан-Лоренцо-Мартир, Сан-Ніколас, Сан-Хуан-Баутіста, Сан-Луїс-Гонзага і Сан-Боржа), були знищені на португальському, та переміщені на іспанський західний бік річки.
1754 року єзуїти підкорилися вимогам угоди й відмовилися від управління місіями, але гуарані під проводом Сепе Тіаражу (Sepé Tiaraju) відмовилися підкоритися наказу про переселення. Деякі з єзуїтів підтримали їх. Спочатку, 1754 року, дії іспанської армії спрямовані на переселення гуарані з їх місій провалилися. У лютому 1756 об'єднана армія з 3 000 іспанських і португальських солдатів атакувала поселення. У результаті загинуло 1511 гуарані, з боку колонізаторів загинуло тільки троє європейців. Після битви об'єднана іспано-португальська армія окупувала й зруйнувала сім місій.
Після цього Іспанія та Португалія анулювали угоду 1750 року й підписали Договір в Ель-Пардо (1761), по якому Іспанія зберегла за собою сім місій та прилеглі території.

## У культурі

### Кіно
- 1986: «Місія»